# Central de ciclo combinado de Cartagena
La central térmica de ciclo combinado de Cartagena es una instalación termoeléctrica de ciclo combinado situada en el Puerto de Escombreras, en el término municipal de Cartagena, España. Consta de 3 grupos térmicos que suman una potencia de 1200 MW, utilizando el gas natural como combustible. Es propiedad de la empresa Naturgy, y entró en servicio en enero de 2006.

## Historia
El proyecto inicial de construcción de un ciclo combinado en el Puerto de Cartagena fue anunciado inicialmente por Repsol YPF, en terrenos de su propiedad del valle de Escombreras. Repsol era máximo accionista de Gas Natural por aquel entonces, y en 2002 ambas compañías diversificaron el negocio del gas y el de electricidad, haciéndose cargo Gas Natural de este último, y del proyecto definitivo de la central.
Tras los preceptivos trámites para su construcción, en 2004, Gas Natural inició las obras, antes de la adquisición de la eléctrica Unión Fenosa. En la zona, de alto interés estratégico para este tipo de instalaciones, existía ya otra central similar, la central térmica de Escombreras de Iberdrola, que había sustituido a una antigua térmica de ciclo convencional, y otra en construcción, la AES Cartagena, que por entonces pertenecía a AES Corporation.
Con un presupuesto de 600 millones €, se adjudicó la construcción llave en mano de la instalación a la multinacional Alstom, encargándose Duro Felguera de la obra civil. Las obras se prolongaron durante todo el año 2005. Tras el período de pruebas, la central fue puesta en servicio en enero de 2006, convirtiéndose en ese momento en la mayor central de ciclo combinado de España, con sus tres grupos de 400 MW cada uno.
Durante su primer mes de funcionamiento, funcionó un total de 600 horas de operación, con una producción de 747
GWh. Gas Natural estimó su producción anual en unos 9000 GWh, un 3,5 % de la producción total de la península.

## Datos
La central es alimentada con gas natural suministrado por Repsol YPF, con quien Gas Natural firmó un contrato en 2003 con un suministro anual de 1,5 millones de m³.
La central consta de tres unidades de ciclo combinado de 400 MW cada una de ellas, compuestas por una turbina de gas GT26, un generador de vapor con recuperación de calor, una turbina de vapor y un generador. El mantenimiento es llevado a cabo por Alstom según contrato que le liga hasta 2020 con Gas Natural Fenosa.